# Whitman (Massachusetts)
Pour les articles homonymes, voir Whitman.

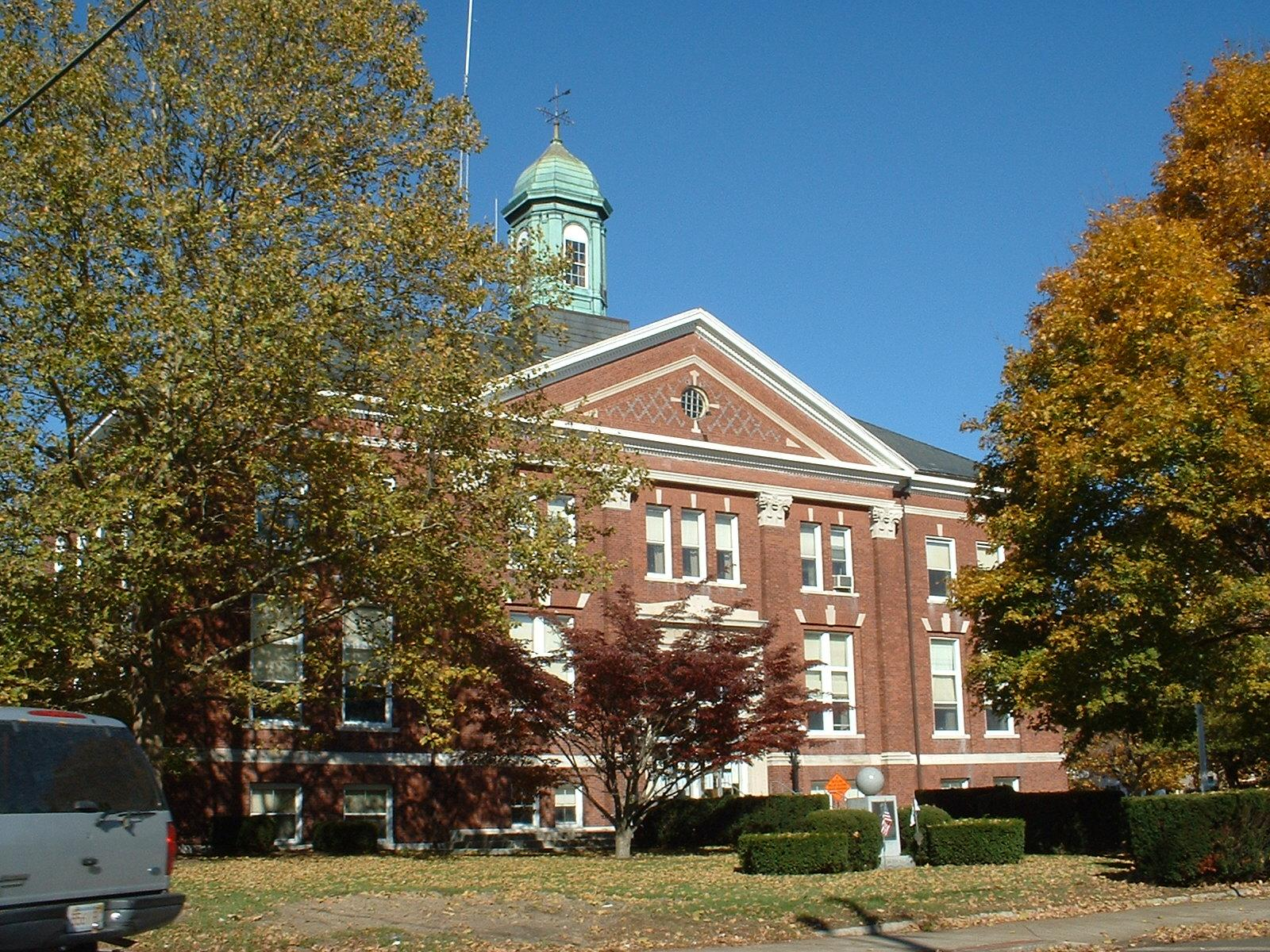
Mairie de Whitman

Whitman est une ville du Comté de Middlesex dans l’État du Massachusetts.
Elle a été incorporée en 1875.
Sa population était de 15 121 habitants en 2020.